# Křížová cesta (Roudno)
Křížová cesta v Roudnu na Bruntálsku se nachází cca 800 metrů jihovýchodně od obce na vrchu Velký Roudný, který se vypíná nad vodní nádrží Slezská Harta.

## Historie
Křížovou cestu tvoří 15 zastavení v podobě dřevěných sloupků, na kterých jsou dřevěné panely s pašijovými obrazy. Cesta vede z obce na vrchol ke kapličce svatých Petra a Pavla a končí přibližně 200 metrů pod ní.
Zděná kaplička svatých Petra a Pavla na vrcholu byla postavena roku 1933. Od padesátých let 20. století chátrala a byla pobořená. V roce 1998 se jí podařilo obnovit a později byla obnovena i křížová cesta. Kaplička je chráněna jako nemovitá kulturní památka.